# واقي الحوض

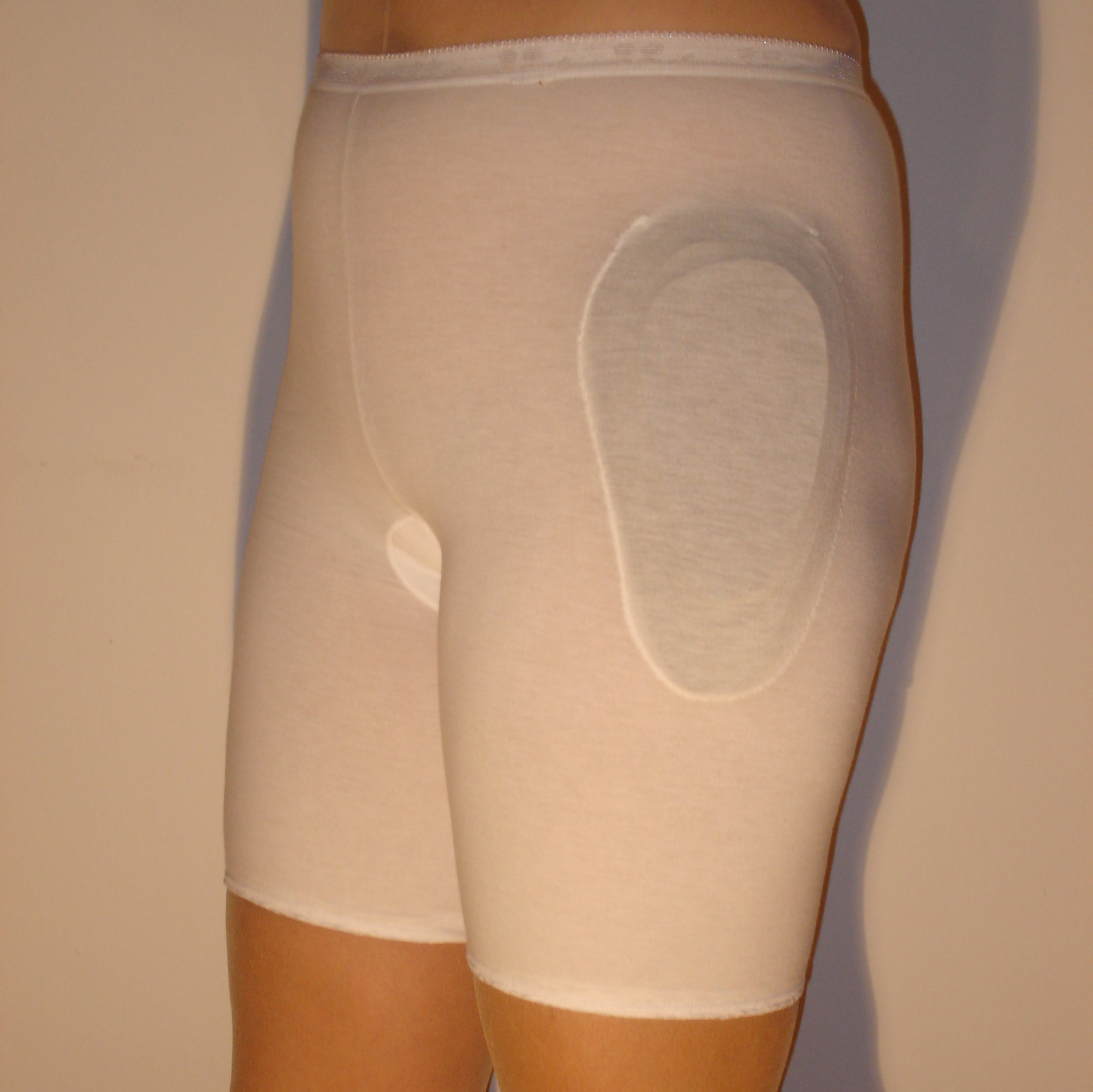
واقي الحوض

واقي الحوض أو دعامة الحوض هي نوع خاص من البناطيل أو الملابس الداخلية تحتوي على بطانات (إما قاسية أو رقيقة) للجهة الخارجية من كل مفصل للحوض. صمم للوقاية من كسور الحوض بعد السقوط. تستخدم بشكل شائع للأشخاص الكبار في السن المعرضون بشكل أكبر للسقوط و كسور الحوض ( على سبيل المثال بسبب تاريخ مرضي سابق للسقوط و  وجود هشاشة العظام ).
أغلب كسور الحوض تكون بسبب السقوط الجانبي. تأتي البطانات في الجوانب الخارجية لتغطي مناطق العظام الظاهرة من الحوض.

## فعاليتها
في مراجعة بحثية علمية أثبت فعالية الدعامات الحوضية في تقليل كسور الحوض لكبار السن.
في بحث علمي سابق درس فعالية منع كسور الحوض لساكني دار المسنين و كانت النتيجة عدم فعالية الدعامات. كما توجد دراسة علمية بتاريخ 2007 وجدت فعالية تخفيض كسور الحوض عند الكبار الساكنين لدار المسنين.
على الرغم من ذلك , قبول لبس هذه الدعامات و المواظبة على المدى الطويل منخفضة جدا غالبا ببسبب عدم الارتياح و عدم قبول مظهرها من الشخص المرتدي لها.
البحث الذي وجد فعالية من ارتداء هذه الدعامات الحوضية وجد أن الدعامات القاسية أفضل من الدعامات الرقيقة.

## أنواعها
الواقيات الحوضية إما أن تكون 1- من نوع خوذة التصادم أو 2- من النوع الممتص للطاقة.

تجاريا يوجد العديد من واقيات الحوض المتوفرة تحت أسماء متعددة مثل :